# SP 120mm Medium AT No.1
SP 120mm Medium AT No.1 — британская тяжёлая САУ класса «истребитель танков» на базе тяжёлого танка Conqueror. Проект начался разрабатываться в 1951, но спустя некоторое время был отменён из-за высокой уязвимости вследствие возможного повреждения ходовой САУ. Был построен лишь деревянный макет. В английской системе обозначения боевых средств известен как FV217. Предполагался вооружаться 120-миллиметровой (в некоторых источниках — 155-мм) пушкой.

## История разработки
После празднования победы над Нацистской Германией в Берлине в 1945 году военные силы западных держав были поражены наличием современных тяжёлых танков ИС-3 у СССР, обладающих крепкой бронёй и мощным вооружением. Великобритания начала разработку нового «универсального» танка, способного бороться с техникой Советского Союза. Предполагалось использование танка А41 Центурион, но он был сочтён слабым для борьбы с ИС-3. После этого началась разработка нового тяжёлого танка под индексом FV214. На его базе предполагалось построить несколько противотанковых САУ в виде FV205 (аналогичного FV217), FV206, FV207 и FV215. Все проекты были отменены и запечатлены лишь в чертежах или неполноразмерных макетах.

## В игровой индустрии
- В ММО-игре World of Tanks представлена в виде ПТ-САУ Великобритании 10-го уровня под наименованием FV217 Badger.

## В стендовом моделизме
- FV217 «Badger» выпускается в масштабе 1:35 японской компанией Amusing Hobby в размере 39,5×26,2×7,5 см.[2]